# Durro (antic municipi)
|  | No s'ha de confondre amb l'entitat de població de Durro a la Vall de Boí. |

| \| ← \| 1812 — 1965 \| → \|                                |                    |   |
| Escut d'armes                                              |                    |   |
| Durro dins de Vall de Boí                                  |                    |   |
| Període històric                                           | Edat Contemporània |   |
| • Creació del municipi '('Constitució de Cadis)            | 1812               |   |
| • Annexió de Saraís                                        | Febrer del 1847    |   |
| • Annexió a Barruera, després Vall de Boí (Alta Ribagorça) | 1965               |   |
| ←                                                          | 1812 — 1965        | → |

L'antic municipi de Durro era un municipi de l'Alta Ribagorça, independent fins a l'any 1965, quan fou agregat a Barruera per tal de formar un municipi més gran, que el 1996 canvià de denominació, passant-se a dir Vall de Boí.
L'antic terme de Durro era la vall alta del riuet de Durro i tots els seus barrancs afluents de capçalera, que formen un circ bastant ampli, gairebé tot a alçades de 1.300 metres o més. El riuet de Durro és afluent de la Noguera de Tor a l'alçada del poble de Barruera.
Tenia el seu centre en el poble de Durro, i també hi pertanyia el poble de Saraís. Actualment l'antic municipi de Durro forma l'entitat municipal descentralitzada de Durro i Saraís.

## Geografia

### Descripció geogràfica

#### Perímetre de l'antic terme

##### Límit amb l'antic terme de Barruera, del terme actual de Vall de Boí
Comença aquesta descripció del termenat de l'antic municipi de Durro en un punt de la Noguera de Tor equidistant entre els pobles de Cóll (al nord-oest) i d'Iran (al sud-est), a la desembocadura del barranc de Maiedo, afluent per l'esquerra de la Noguera de Tor.
Des d'aquest punt, el termenal entre Durro i Barruera, actualment desaparegut per la integració de tots dos antics termes dins del municipi de Vall de Boí, remuntava la Noguera de Tor fins al lloc on hi ha l'actual presa de Cardet, just al sud-est del poble de Cardet.
Des d'aquest lloc, el termenal trencava cap al sud-est, enfilant-se muntanya amunt, per la part inferior de la cresta del Serrat de les Canals, fins, aproximadament, a l'extrem superior de la canonada d'aigua que fa servir la Central Hidroelèctrica de Cardet per a la producció d'energia elèctrica.
Des d'aquest lloc, a uns 1.320 metres d'altitud, el termenal entre aquests dos antics municipis manté la cota 1.320, aproximadament, en direcció est-nord-est, per l'Obac de Barruera, sempre pel vessant nord de la Muntanya de Saraís, fins a prop al sud-oest de l'ermita de Sant Quirc de Durro. En aquest lloc l'antiga línia de terme davallava de dret cap al nord-nord-est, fins a tornar a trobar la Noguera de Tor, al nord-est de Barruera.
Des d'aquest punt, el termenal pujava cap al sud-est fins a la Roca d'Espà, a1.411,4 m d'altitud i el Racó, seguia el Serrat dels Cants, cap a l'est-nord-est, i puja a la Roca de la Feixa, a 2.092,9, i segueix la carena cap al sud-est, en direcció al Puiafalcons, a 2.051,6. D'aquí, en direcció sud cap al Bony de Ginebrell, o Pic de la Pala de Ginebrell, de 2.323,6, i enfila, cap al sud-est, vers la Pala de la Pica de Cerví i la Pica Cerví de Durro, on es trobava el termenal entre Durro, Barruera i Benés, actualment pertanyent a Sarroca de Bellera, del Pallars Jussà.
El darrer tram d'aquest antic termenal delimitava pel costat de ponent l'actual estació d'esquí de Boí i Taüll.

##### Límit amb l'antic terme de Benés, del terme de Sarroca de Bellera
De la Pica Cerví de Durro, el límit de l'antic terme de Durro inflexiona cap al sud-oest, sempre carenant, cap al Cap dels Vedats d'Erta (2.632,6), però sense acabar d'arribar-hi: en el coll anterior, 400 metres a llevant d'aquell cim, a 2.593,9 m. alt.), es troba un nou triterme, ara entre Durro, Benés (ara de Sarroca de Bellera), i Malpàs (ara del Pont de Suert).

##### Límit amb l'antic terme de Malpàs, del terme del Pont de Suert
Bona part d'aquest termenal, que és l'actual límit entre Vall de Boí i el Pont de Suert, discorre per carenes que separen valls prou marcades en el territori.
Des del coll a llevant del Cap dels Vedats d'Erta, de 2.632 m. alt., el termenal anava cap al nord-oest seguint la Crenxa de Comaportell, el Coll de Comaportell, a 2.364,6 m. alt., des d'on va cap a ponent fins al Corronco, de 2.543,3, i segueix cap al sud-oest per l'extrem nord-oriental del Serrat del Riconco. Cap a la meitat d'aquest serrat, troba el Pic de la Tartera, de 2.309,7 m. alt., on es troben els termes municipals de Vall de Boí i el Pont de Suert i, antigament, els antics termes de Durro, de Vall de Boí, i Llesp i Malpàs, tots dos afegits al Pont de Suert.

##### Límit amb l'antic terme de Llesp, del terme del Pont de Suert
Des del Pic de la Tartera baixa cap al nord-oest per anar a cercar la Serra Capitana, i acabar la davallada cap a ponent pel costat meridional del barranc de Maiedo, fins a arribar al lloc on ha començat aquesta descripció.

#### L'interior del terme
L'interior de l'antic terme de Durro presenta dues parts diferenciades: l'antic ajuntament i parròquia de Durro, i el de Saraís.

##### La vall de Durro
La vall de Durro, on només existeix aquest nucli de població, és una vall llarga i profunda, vertebrada pel barranc Gros o riuet de Durro.
El barranc Gros es forma al racó sud-est de l'antic terme de Durro, en un ample circ delimitat al sud i a llevant per les carenes descrites anteriorment (límits amb Barruera i amb Malpàs): a orient, la carena que separa la vall de Durro d'aquella on es troba l'Estació d'esquí Boí-Taüll: la carena que té al sud la Pica de Cerví de Durro i, cap al nord, el Bony de Ginebrell, el Puiafalcons i, en un contrafort, lo Pilaret del Pla. Al sud, separant Durro de Malpàs, des de la Pica de Cerví de Durro cap a ponent, el Cap dels Vedats d'Erta i lo Corronco.
Tanca per ponent una serra interior, que parteix de lo Corronco cap al nord-oest, i s'adreça a lo Pilaret del Gespal, de 2.332,2 m. alt., la Muntanya de Saraís, de 1.981,2 i el Codó, on hi ha un petit centre de telecomunicacions.
La vall principal és la del barranc Gros, format a la part més alta del terme per la unió de diversos barrancs paral·lels i després convergents: de llevant a ponent són el barranc de Ginebrell, el de l'Estany i el barranc de les Travanoses. S'uneixen tots en el barranc Gros, i aquest continua davallant cap al nord-oest. Rep per la dreta els barrancs de Collascorts i de les Comes, que s'uneixen poc abans d'afluir en el Gros; poc després, ara per l'esquerra, rep el barranc d'Estaixinti i el dels Orris, ja al sud del poble de Durro.
Sempre cap al nord-oest, en passar pel sud de Durro rep el nom de riuet de Durro, i acaba de baixar cap al nord-oest fins a Barruera mateix.
Entre el barranc Gros i el de Tena, hi ha un sol barranc rellevant, que desguassa directament en la Noguera de Tor. Es tracta del barranc del Serrat dels Collassos.

##### La parròquia de Saraís
Es tracta de la vall del barranc de Tena, limitada al nord per lo Codó, a llevant per la carena i contraforts de lo Pilaret del Gespal, a migdia pels contraforts occidentals de la Serra Capitana, i a ponent per la Noguera Ribagorçana.
Aproximadament al centre de la vall, a 1.335 m. alt., hi ha el poble vell de Saraís, i a 1.006, a ran de riu, les cases que constitueixen el nucli actual del poble: Casa Arnalló, Casa Capdevila...
Es tracta només de la part oriental de la vall de la Noguera Ribagorçana, atès que la del davant, de ponent, pertany a l'antic terme de Barruera.
Només conté el poble de Saraís, despoblat, i les bordes esmentades a ran de riu.

## Història
Fins al 1831, any d'extinció dels senyorius, Durro pertangué als barons, després comtes, d'Erill.
Com la majoria de pobles ribagorçans, Durro havia constituït ajuntament el 1812, a partir des desplegament dels preceptes emanats de la Constitució de Cadis, que donà una empenta de modernitat a l'organització administrativa del país. També n'havia constituït Saraís, però la llei municipal aprovada el 1845 imposà el límit de 30 veïns (caps de família) per poder mantenir l'ajuntament independent. Durro en tenia 21, i Saraís, 4. Comptant amb els d'algunes cases aïllades, obtingueren la possibilitat de continuar amb ajuntament propi, però agrupant les parròquies de Durro i Saraís.
En el cens del 1857 Durró apareix amb 430 habitants i 70 cèdules personals inscrites, repartides de la manera següent: Durró, 406 habitants i 64 cèdules, i Serrais, 24 i 6.
El 1965, però, l'ajuntament de Durro (i Saraís) fou annexat a Barruera, que el 1996 passà a denominar-se Vall de Boí.

### L'antic ajuntament de Durro
L'alcaldia de Durro fou exercida, al llarg dels anys, per les persones següents:
- Josep Jordana (1895)
- Pere Pons (1897)
- Antoni Guillén i Pallàs (1898 - 1899)
- Josep Iglésias (1910)
- Gaspar Fierro (1945)
- Manuel Pons (1947)
- Carles Frino (1949)

## Llocs d'interès

### Històric
- Poble de Durro
- La Nativitat de Durro, Patrimoni de la Humanitat
- Sant Quirc de Durro, Patrimoni de la Humanitat
- Sant Llorenç de Saraís, romànica.

### Paisatgístic
- Paisatge des del poble de Durro
- Paisatge des de Sant Quirc de Durro

## Serveis turístics
En primer lloc, cal esmentar els serveis de cara al turisme derivats de la declaració de les esglésies romàniques de la Vall de Boí per la UNESCO. Arran d'aquesta declaració, s'ha construït un Centre d'interpretació del romànic a Erill la Vall, que ofereix una visita amb modalitat de lliure i guiada a la totalitat de les esglésies incloses en el catàleg. És una de les visites més recomanables del municipi i de la comarca. Inclou les esglésies de la Nativitat i de Sant Quirc de Durro.
L'oferta turística en el municipi de Vall de Boí és ampla i variada. A més, es desdobla en campanya d'hivern, enfocada de cara a l'esquí, i d'estiu, enfocada de cara a la muntanya i al turisme familiar de vacances.
La llista d'establiments d'allotjament no és gaire ampla, a l'antic districte municipal de Durro:
Pel que fa a residències de turisme rural, es poden trobar:
- Durro: Casa Garbot, Casa Siscarri, Casa Ponç, Casa Xanet, Casa Xoquín I, Casa Xoquín II
- Saraís: Casa Arnalló

Restaurants:
- Durro: Xoquín

A més, cal comptar amb establiments semblants a diversos pobles del voltant, tant dins de l'antic terme de Barruera, com dins del terme veí del Pont de Suert, sobretot.

## Comunicacions
Oficialment, en el terme de l'antic municipi de Durro, no hi ha cap carretera. Ara bé, l'antiga pista rural de Barruera a Durro és asfaltada i convertida en una carretera vertadera, en molt bon estat. A través d'aquesta carretera, Durro es comunica amb Barruera, d'on es troba a 3,5 km. de distància. Saraís és a pocs metres de la carretera L-500, a llevant, i s'hi comunica per una altra pista rural asfaltada, a la qual només cal travessar el riu per arribar a Saraís des del punt quilomètric 7,5.
Ni Durro ni Saraís disposen de cap mitjà de transport públic per carretera, però sí que en té Barruera, on s'han d'adreçar per tal de fer-ne ús.